# Huile de sésame
L'huile de sésame est une huile végétale extraite des graines de sésame ; elle possède un arôme particulier et le goût des graines dont elle provient.
Dans la cuisine d'Asie de l'Est, en particulier, Chine, Corée (où c'est un des éléments principaux de la cuisine que l'on retrouve dans une grande majorité de plats) et au Japon, l'huile de sésame grillé est beaucoup utilisée pour accentuer les saveurs.

## Composition
L'huile de sésame est composée des acides gras suivants (données pour l'huile de sésame non grillé) :
| Composé                                 | Famille d'acide gras | Teneur pour 100g |
| --------------------------------------- | -------------------- | ---------------- |
| Acide palmitique (saturé)               |                      | 8,9 g            |
| Acide stéarique (saturé)                |                      | 4,8 g            |
| Acide érucastique (mono-insaturé)       | ω-9                  | 0,2 g            |
| Acide oléique (mono-insaturé)           | ω-9                  | 39,3 g           |
| Acide palmitoléique (mono-insaturé)     | ω-7                  | 0,2 g            |
| Acide linoléique (poly-insaturé)        | ω-6                  | 41,3 g           |
| Acide alpha-linolénique (poly-insaturé) | ω-3                  | 0,3 g            |
| Acides gras trans                       |                      | -                |
| Total acides gras saturés               |                      | 14,2 g           |
| Total acides gras mono-insaturés        |                      | 39,7 g           |
| Total acides gras poly-insaturés        |                      | 41,7 g           |
| Vitamine E                              |                      | 1,4 mg           |
| Vitamine K                              |                      | 13,6 µg          |

Elle contient aussi du sésamol dérivé du phénol qui présente des effets antioxydants et anti-inflammatoires.  
La question de la biodisponibilité dans l'organisme humain fait l'objet de travaux, dans la mesure ou la bioactivité est conditionnée par une bioaccessibilité problématique. Les méthodes de transformation des graines de sésame influencent les composés bioactifs: la torréfaction des graines améliore les propriétés antioxydantes de l’huile, certaines techniques de transformation peuvent réduire les composés phénoliques. 
L'huile de sésame pressée à froid est presque sans couleur ; sinon il y a beaucoup de variations :
- L'huile de sésame asiatique tire sa couleur sombre et son parfum de graines écossées et grillées. Elle est utilisée communément en cuisine chinoise et coréenne, habituellement ajoutée à la fin de la cuisson pour accentuer les saveurs et on ne l'utilise pas comme moyen de cuisson.
- L'huile de sésame indienne (gingelly oil ou til oil) est jaune doré. Elle est pressée à température légèrement plus élevée, un procédé qui lui permet d'acquérir ses qualités organoleptiques ainsi qu'un point de fumée adapté pour la friture[6]. Bien que connue et employée dans la plupart des cuisines et régions du sous-continent indien, l'huile de sésame est surtout privilégiée dans les cuisines du Sud-Est de l'Inde.

L'huile de sésame pressée à froid n'a pas la saveur de l'huile de sésame chinoise parce qu'elle est produite directement à partir de graines crues non grillées.

## Histoire
Au moins au VIe siècle av. J.-C., les Assyriens fortunés utilisaient l'huile de sésame comme aliment, onguent et médicament.

## Production
| Production en tonnes d'huile de sésame. Chiffres 2004-2005 Données de FAOSTAT (FAO) Base de données de la FAO, accès du 14 novembre 2006 |            |       |            |       |
| Chine | 210 798,59 | 25 %  | 214 803,49 | 26 %  |
| Birmanie | 197 410,05 | 24 %  | 197 410,05 | 24 %  |
| Inde | 157 000,00 | 19 %  | 157 000,00 | 19 %  |
| Japon | 42 000,00  | 5 %   | 43 000,00  | 5 %   |
| Corée du Sud | 30 174,20  | 4 %   | 28 924,50  | 3 %   |
| Turquie | 25 603,72  | 3 %   | 25 603,72  | 3 %   |
| Bangladesh | 18 708,40  | 2 %   | 19 100,40  | 2 %   |
| Iran | 15 051,82  | 2 %   | 15 051,82  | 2 %   |
| Allemagne | 10 402,54  | 1 %   | 10 402,54  | 1 %   |
| Irak | 10 116,24  | 1 %   | 9 660,24   | 1 %   |
| Mexique | 10 000,00  | 1 %   | 9 000,00   | 1 %   |
| Thaïlande | 8 312,26   | 1 %   | 8 652,26   | 1 %   |
| Somalie | 8 550,00   | 1 %   | 8 550,00   | 1 %   |
| Nigeria | 8 000,00   | 1 %   | 8 000,00   | 1 %   |
| Yémen | 7 752,10   | 1 %   | 7 752,10   | 1 %   |
| Autres pays | 76 009,48  | 9 %   | 67 289,39  | 8 %   |
| Total | 835 889,40 | 100 % | 830 200,51 | 100 % |

## Utilisation
En Chine, on la trouve sous forme d'huile de sésame grillé, ou dans le centre de la Chine, autour du Sichuan, dans la sauce mala, un mélange de piment et d'huile de sésame grillé. Un mélange proche, fait de sésame et piments pilés et grillés peut se retrouver dans les sauces pour les jiaozi (饺子/餃子 raviolis) dans la cuisine du Shandong.
En Corée, ils sont utilisés pour de nombreuses sauces, comme pour les mandu (raviolis grillés), des plats coréens parmi les plus célèbres tels que kimbap, bibimbap, bulgogi, japchae ont une base d'huile de sésame grillé.
Au Japon, où le sésame (prononcé goma) est également très présent, elle est utilisée par exemple comme huile de friture pour préparer le tempura.
Dans le Sud-Est de l'Inde (États de l'Andhra Pradesh et du Tamil Nadu), l'huile de sésame est particulièrement populaire en cuisine où elle est employée dans la préparation de currys et de sauces, et « dilue » des mélanges d'épices ou des condiments (notamment le Gunpowder ou Gunpowder Spice, appelé poḍi (télougou : పొడి, tamoul : பொடி) dans les langues locales, les pickles indiens ou achard, etc.). Elle y était aussi une huile de cuisson courante autrefois, encore très appréciée lorsqu'elle est obtenue d'un pressoir en bois (appelé செக்கு (sekku) ou chekku en tamoul). Parmi certaines communautés de confession vishnouïte, l'huile de sésame est de rigueur lors du jeûne religieux. 